# سينديرغي
سينديرغي، كوروكوي سابقاً، هي بلدة وقضاء في محافظة بالق أسير، بمنطقة مرمرة، تركيا. بلغ عدد السكان 12,673 في عام 2010.

## أعلام
- نجمية ألباي
- جنكيز أوندر

## روابط خارجية
- District governor's official website (بالتركية)